# Jessica Williams (musicienne)
Pour les articles homonymes, voir Jessica Williams et Williams.
Jessica Williams, née le 17 mars 1948 à Baltimore (Maryland) et morte le 12 mars 2022, est une pianiste et organiste de jazz américaine. 
À l'aise dans de nombreux styles, elle a été principalement influencée par la musique Thelonious Monk,  John Coltrane, Miles Davis, Roland Kirk et sa consœur Mary Lou Williams.

## Biographie
Jessica Williams commence  à jouer du piano à l'âge de quatre ans, dans la demeure de ses grands-parents. À sept ans, elle reçoit ses premières leçons pianistiques véritables. Elle poursuit une formation classique au conservatoire. Elle étudie auprès de George Bellows et s'initie à la musique de Jazz.
Dès l'âge de seize ans, elle obtient son premier emploi dans un club local tout en jouant aux alentours. Puis, elle va gagner Philadelphie en 1968. Elle va y faire la connaissance de Philly Joe Jones qui l’engage alors dans son quintette (avec, entre autres, le tromboniste Tyree Glenn). 
En 1978, Jessica prend son autonomie et se fait embaucher comme pianiste attitrée du Keystone Korner de San Francisco où elle joue avec les célébrités de passage comme Dexter Gordon, Charlie Haden, Stan Getz, Art Blakey, Pharoah Sanders et bien d’autres. 
Jessica fonde son propre label Quanta et auto-produit nombre de ses enregistrements (au piano ou à l’orgue Hammond). Le Bay Area Jazz composers lui passe commande d’arrangements.
En 1979, Jessica Williams constitue un trio avec John Wiitala à la contrebasse, et Dave Tucker (remplacé ensuite par Bud Spangler) à la batterie. En 1982, elle enregistre sur le label Clean cuts l’album Update avec Eddie Harris au saxophone. En 1986, elle grave également le splendide album Nothin’ But the Truth pour le label Black Hawk.
Elle fait de nombreuses tournée. En 1991, elle se produit en Hollande au Northsea Jazz Festival. Elle enregistre en solo un album en solo pour la collection du label Concord Live at Maybeck Recital Hall.
Jazz(wo)man accomplie, Jessica Williams pratique par ailleurs la peinture abstraite.

## Discographie
- 1992 : Live at Maybeck Recital Hall, vol. 21	(Concord Records)
- 1994 : Next Step					(Hep records)
- 1995 : The Best Of			(Hot productions)
- 1995 : Song That I Heard			(Hep records)
- 1995 : Inventions					(Jazz focus)
- 1995 : Intuition				(Jazz focus)
- 1996 : The Victoria Concert		(Jazz focus)
- 1996 : Momentum					(Jazz focus)
- 1996 : Gratitude				(Candid Records)
- 1996 : Encounters					(Jazz focus)
- 1996 : Arrival				(Jazz focus)
- 1996 : Joy					(Jazz focus)
- 1997 : Jessica’s Blues				(Jazz focus)
- 1997 : Higher Standards				(Candid Records)
- 1998 : Encounters Vol. 2				(Jazz focus)
- 1999 : In the Key of Monk				(Jazz focus)
- 2000 : Jazz In the Afternoon			(Candid Records)
- 2000 : Blue Fire					(Jazz focus)
- 2000 : And Then, There’s This			(Timeless Holland)
- 2001 : Some Ballads, Some Blues			(Jazz focus)
- 2001 : I Let a Song Go Out of My Heart		(Hep records)
- 2002 : This Side Up				(Max jazz records)
- 2003 : All Alone				(Max jazz records)
- 2003 : Ain’t Misbehavin				(Candid Records)
- 2004 : The Real Deal				(Hep records)
- 2004 : Live at Yoshi’s Vol. 1			(Max jazz records)
- 2004 : In the Pocket				(Hep records)
- 2005 : Live at Yoshi’s Vol. 2		(Max jazz records)